# Claudia Huerkamp
Claudia Huerkamp, geb. Claudia Schrage (* 18. Februar 1952 in Münster; † 5. Dezember 1999 in Gütersloh) war eine deutsche Historikerin.

## Leben
Claudia Huerkamp studierte nach dem Abitur von 1970 bis 1976 die Fächer Geschichte und Russisch an der Universität Münster. Ihre Staatsarbeit trug den Titel „Die Volksschullehrer in Preußen 1848–1914. Aspekte ihrer Entwicklung als soziale Gruppe“.
Seit 1976 wirkte sie an der Universität Bielefeld. Dort war sie Mitglied einer Forschungsgruppe am Zentrum für interdisziplinäre Forschung (ZiF) und bearbeitete das Thema  Recht und Entwicklung der Großunternehmen im internationalen Vergleich unter der Leitung des Sozialhistorikers Jürgen Kocka.
Von 1979 bis 1983 forschte Huerkamp für ihre  Dissertation, die unter dem Titel „Vom gelehrten Stand zum professionellen Experten. Untersuchungen zur Sozialgeschichte der Ärzte in Preußen im 19. und frühen 20. Jahrhundert“ veröffentlicht wurde. Dabei wurde sie von Jürgen Kocka betreut. Es folgte ein von der Volkswagen-Stiftung finanziertes Forschungsprojekt zum Thema „Ärzte in Deutschland und England. Ähnlichkeiten und Unterschiede ihres Professionalisierungsprozesses im Vergleich“.
Von 1986 bis 1990 war Huerkamp Wissenschaftliche Mitarbeiterin am Lehrstuhl für Geschichte des 19. und 20. Jahrhunderts bei Hans-Ulrich Wehler. In gleicher Position wirkte sie mit im Sonderforschungsbereich „Sozialgeschichte des neuzeitlichen Bürgertums“. Im Jahr 1995 erfolgte die Habilitation für das Fach Neuere Geschichte. Zum Thema ihrer Habilitationsschrift hatte sie „Bildungsbürgerinnen. Frauen an den Universitäten und in akademischen Berufen, 1900–1945“ gewählt. Anschließend war sie für zwei Jahre Mitarbeiterin des von der Deutschen Forschungsgemeinschaft geförderten Projekts „Studentinnen und Akademikerinnen von 1945 bis in die späten 1970er Jahre.“
Huerkamp war zuletzt Privatdozentin an der Fakultät für Geschichtswissenschaft und Philosophie der Universität Bielefeld. Ihre letzten Lebensjahre waren geprägt durch eine schwere Krankheit.

## Ehrungen
Im Jahr 2014 wurde der von der Fakultät für Geschichtswissenschaft, Philosophie und Theologie der Universität Bielefeld ausgeschriebene Preis für eine Absolventin mit einer hervorragenden Abschlussarbeit in Claudia-Huerkamp-Preis benannt.

## Veröffentlichungen
- Der Aufstieg der Ärzte im 19. Jahrhundert. Vom gelehrten Stand zum professionellen Experten: Das Beispiel Preußens. (= Kritische Studien zur Geschichtswissenschaft. Bd. 68). Vandenhoeck & Ruprecht, Göttingen 1985, ISBN 3-525-35727-3 (Dissertation).
- Bildungsbürgerinnen. Frauen im Studium und in akademischen Berufen 1900–1945. (= Bürgertum. Beiträge zur europäischen Gesellschaftsgeschichte. Bd. 10). Vandenhoeck & Ruprecht, Göttingen 1996, ISBN 3-525-35675-7 (Habilitationsschrift).